# قلعه کومبالگار
کومبالارگار یا قلعه کومبالگار و قلعه کومبال، قلعه میوار در دامنه وسیع آراوالی هیلز، در منطقه رجزامند در نزدیک اودایپور ایالت راجستان در غرب هند است. این اثر، میراثی جهانی است که در هیل فورت راجستان واقع شده‌است. این قلعه ساخته شده در طول قرن ۱۵ توسط رانا کمبا می‌باشد. این قلعه تا اواخر قرن نوزدهم اشغال شد، و اکنون بازدید از آن برای عموم آزاد است. در سال ۲۰۱۳ و در سی و هفتمین جلسه کمیته میراث جهانی که در پنوم پن، کامبوج برگزار شد، قلعه کمبالگار به همراه پنج قلعه دیگر راجستان، به عنوان میراث جهانی یونسکو تحت عنوان مجموعه هیل اسکورت راجستان اعلام شد. این قلعه در میان بزرگترین مجموعه‌های قلعه در جهان و دومین قلعه بزرگ هند پس از قلعه چیتور است.

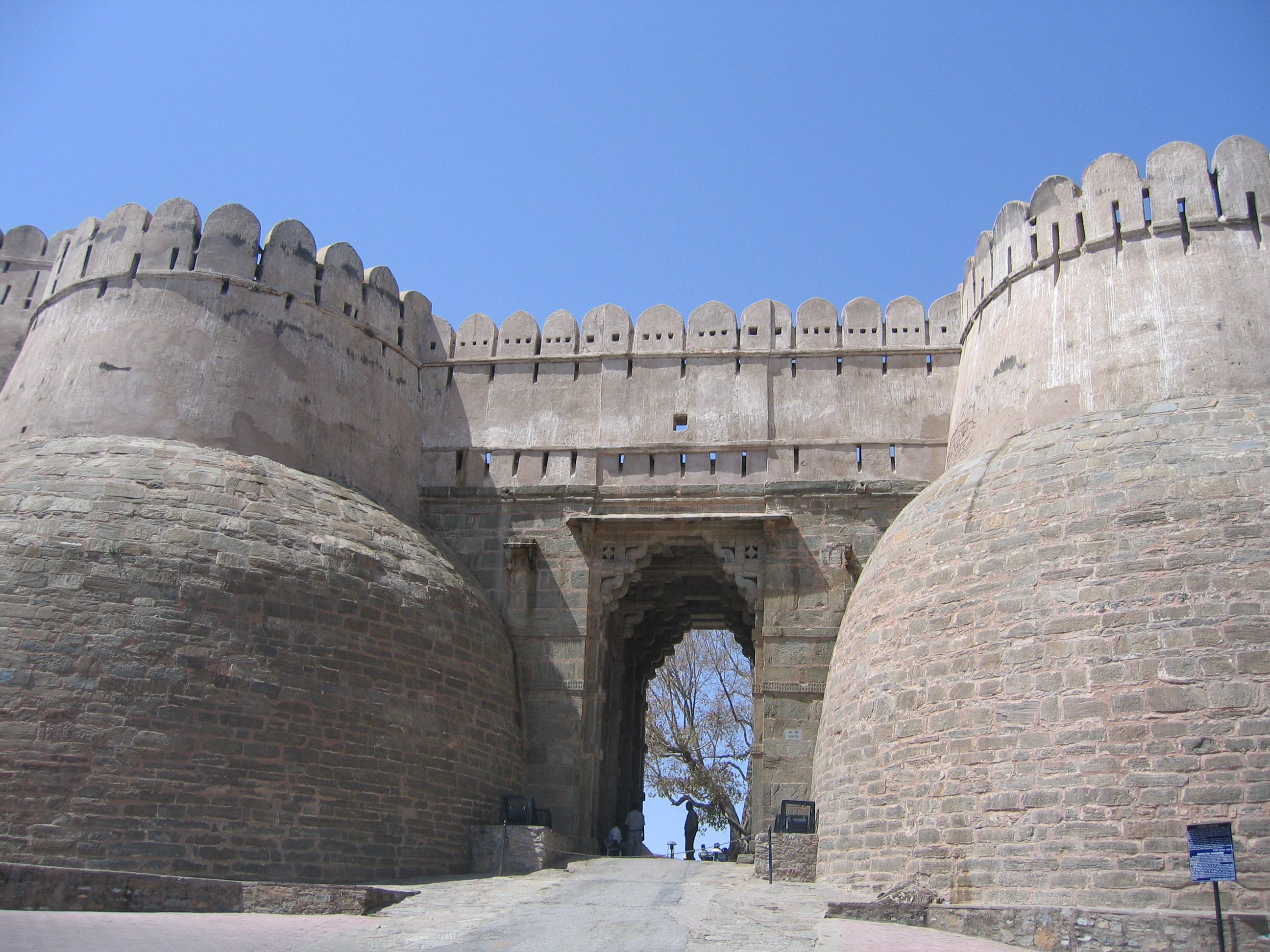
دروازه عظیم قلعه کومبالارگر به نام رام پل (دروازه رام)

## تاریخ
تاریخ اولیه این قلعه به دلیل عدم وجود مدارک، قابل تشخیص نیست. اعتقاد بر این است که اولین نام این قلعه Machhindrapur است، در حالی که برخی آن را Mahore نامگذاری کرده‌است. اعتقاد بر این است که این قلعه اصلی به واسطه اهمیت استراتژیک در قرن ششم توسط پادشاه سامپاتی از عصر مائورا ساخته شده‌است. تاریخ بعدی تا سال ۱۳۰۳ میلادی تا زمان حمله به علاء الدین خلجی مبهم است زیرا این قلعه در آن زمان ناچیز محسوب می‌شد.
کومبالارگار به شکل امروزی آن توسط رعنا کومبه ساخته شده‌است؛ رعنا میور از طایفه سیسودیا راجپوت بود. رانا کامبا کمک معمار معروف دوران، مادان را به دست گرفت. پادشاهی Mewar رانا کمبا از Ranthambore تا Gwalior امتداد داشت و شامل قسمتهای بزرگی از مادیا پرادش و همچنین راجستان بود. گفته می‌شود که از ۸۴ قلعه سلطنت وی، رعنا کومبه ۳۲ مورد از آنها ساخته‌است، که کومبالاغرگ بزرگترین و استادانه‌ترین آن است.
کومبالارگار همچنین میوار و مرو را از یکدیگر جدا کرد و در مواقع خطر به عنوان محل پناهگاهی برای حاکمان مووار استفاده شد. یک نمونه قابل توجه در مورد شاهزاده اودای، پادشاه شیرخوار میوار که در سال ۱۵۳۵، زمانی که چیتور در محاصره بود، در اینجا مخفی شد. شاهزاده اودایی بعداً موفق به تاج و تخت شد. این قلعه برای حمله مستقیم غیرقابل تصور باقی ماند.
بعدها احمد شاه اول گجرات در سال ۱۴۵۷ به قلعه حمله کرد، اما این تلاش را بیهوده یافت. در آن زمان اعتقاد محلی وجود داشت که خدای Banmata در قلعه از آن محافظت می‌کند و از این رو او معبد را ویران می‌کند. تلاشهای دیگری نیز در سالهای ۱۴۵۸–۵۹ و ۱۴۶۷ توسط محمود خلجی صورت گرفت، اما این نیز بی‌نتیجه ماند. گفته می‌شود که ژنرال اکبر، شهاببازخان، قلعه را در سال ۱۵۷۶ به دست گرفت. اما در سال ۱۵۸۵ توسط مهارانا پراتاپ تسخیر شد. سرانجام در سال ۱۶۱۵ موار در برابر نیروهای مغول که توسط امپراتور جهانگیر به فرمان شاهزاده خرم اعزام شده بود تسلیم شد. در سال ۱۸۱۸، یک باند مسلح از سانیاسین پادگان برای محافظت از قلعه را تشکیل داد، اما توسط تاد متقاعد شد و این قلعه توسط انگلیسی‌ها به دست آمد و بعداً به ایالت اودایپور بازگشت. اضافات دیگری نیز توسط Maharanas of Mewar ساخته شده‌است، اما سازه اصلی ساخته شده توسط Maharana Kumbha باقی مانده‌است. ساختمانها و معابد مسکونی به خوبی حفظ شده‌اند. این قلعه همچنین به زادگاه مها رانا پراتاپ معروف است.

## معماری

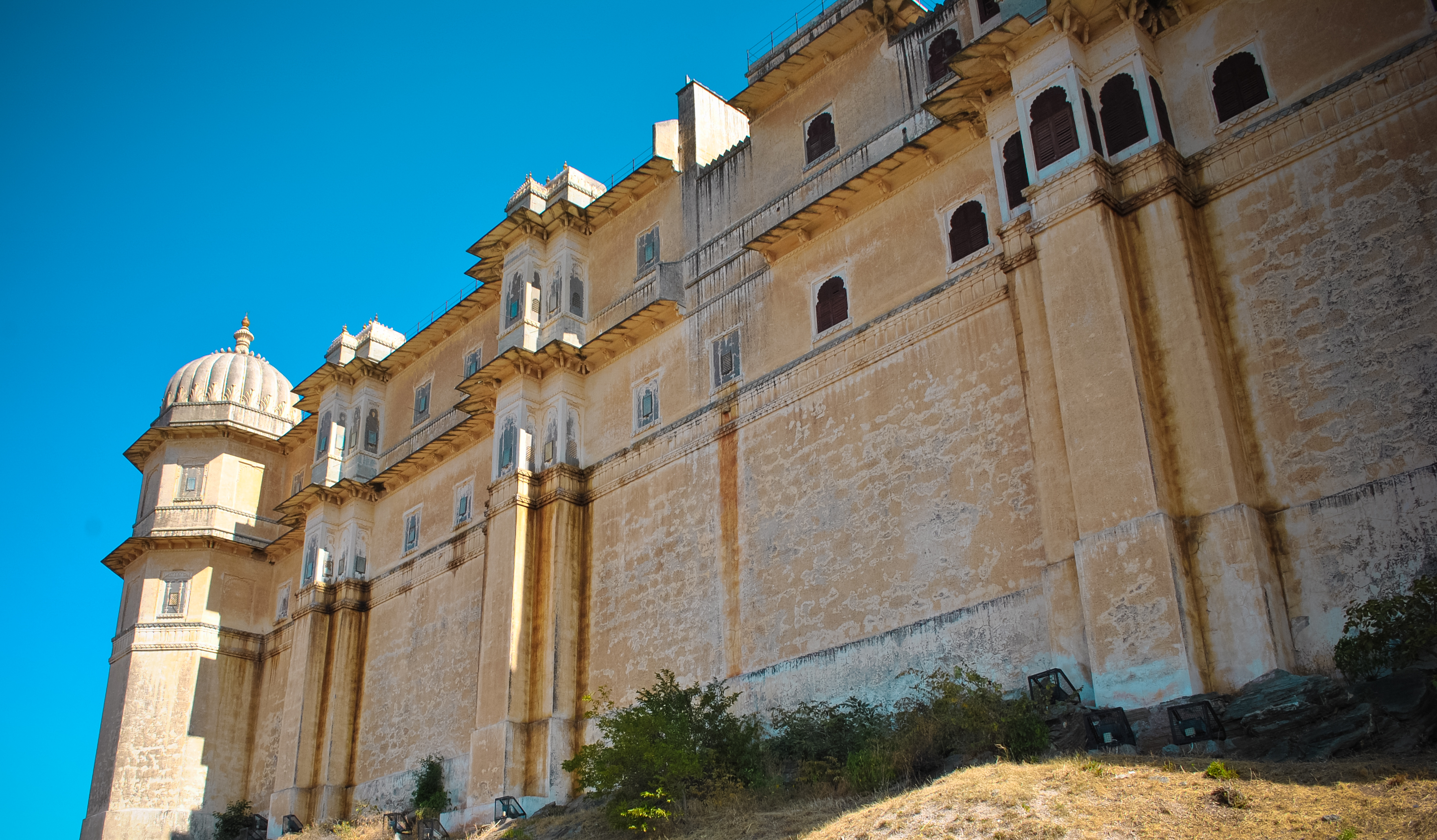
بادال محل، قلعه کومبالگار، راجستان

قلعه کمالگلگار با یک دیوار مرتفع ۱۱۰۰ متری از سطح دریا در دامنه Aravalli ساخته شده‌است، این قلعه دارای دیوارهای حاشیه ای است که ۳۶ کیلومتر طول دارد (۲۲ مایل)، و آن را یکی از طولانی‌ترین دیوارهای جهان می‌کند. دیوارهای جلویی پانزده فوت ضخامت دارند. کومبالاگراه دارای هفت دروازه مستحکم است. در این قلعه بیش از ۳۶۰ معبد وجود دارد، ۳۰۰ جائین باستانی و مابقی هندوها. از بالای کاخ می‌توان کیلومترها را تا محدوده آراوالی دید. تپه‌های شنی از کویر تار را می‌توان از دیوارهای قلعه دید. به گفته فولکلورهای رایج، Maharana Kumbha برای سوزاندن چراغهای عظیمی که پنجاه کیلوگرم گه و صد کیلوگرم پنبه مصرف می‌کرد، می‌سوزاند تا نور را برای کشاورزانی که در طول شب‌ها در دره کار می‌کردند، فراهم کند.

## سازه‌های مهم در قلعه
مخزن لاخولا قابل توجه‌ترین مخزن داخل قلعه است که توسط رانا لاقا در سال‌های ۱۳۸۲ تا ۱۴۲۱ میلادی ساخته شده‌است. این منطقه در ضلع غربی شهر Kelwara واقع شده‌است و ۵ کیلومتر طول (۳٫۱ مایل) به طول ۱۰۰ متر (۰٫۰۶۲ مایل) تا ۲۰۰ متر (۰٫۱۲ مایل) از عرض دارد. این مخزن در طول استقلال ۴۰ فوت (۱۲ متر) داشته و از آن زمان تا ۶۰ فوت (۱۸ متر) افزایش یافته‌است. Aaret Pol دروازه ای در سمت غربی است، Halla Pol با شیب نزولی از ورودی، رام پل و Hanuman Pol در نزدیکی Bavadi دروازه‌های اصلی این قلعه هستند. کتیبه‌هایی در پای بت‌ها در هانومان پل وجود دارد که جزئیات ساخت این قلعه را نشان می‌دهد.